# Emilio Cruz
Emilio Cruz Roldán (Madrid, 24 gennaio 1951) è un ex calciatore e allenatore di calcio spagnolo.

## Biografia
Ritiratosi dall'attività sportiva si è dedicato al mondo dell'imprenditoria.

## Carriera

### Calciatore
Ha giocato come centrocampista nelle serie inferiori. Col Girona raggiunse i play-off promozione in Segunda División.

### Allenatore
Ha allenato l'Atlético Madrid nel 1993, in sostituzione di Ramón Heredia, ottenendo una vittoria, quattro pari e tre sconfitte in Primera División.

## Palmarès

### Allenatore

#### Competizioni nazionali
- Segunda División B: 1

Atlético Madrid B: 1988-1989